# Primordial
Primordial — метал-гурт з ірландського міста Скерріса. Їхня музика поєднує блек-метал та дум-метал із ірландською народною музикою. 

## Історія
Коріння гурту сягає корінням у 1987 рік, коли Пол і Каран вперше почали грати разом із братом Пола, Дереком. Гурт (який деякий час називався Forsaken) спочатку грав грубу, гібридну суміш раннього примітивного трешу та дез-металу (роблячи кавери на Death, Sepultura тощо). 
Вокаліст Nemtheanga приєднався до у 1991 році гурту після того, як побачив оголошення про пошук вокаліста в дублінському спеціалізованому метал-магазині The Sound Cellar. Після його приєднання до гурту колектив почав рухатись в темнішому напрямку, орієнтуючись на звучання Bathory, Celtic Frost і норвезької блек-метал сцени.
Primordial став одним з перших ірландських гуртів, що грали у стилі блек-метал випустивши своє демо Dark Romanticism на початку літа 1993 року (Cruachan також були активними в той час, поєднуючи блек-метал із фолкмузикою). Гурт спочатку привернув увагу Лі Барретта з британського лейблу Candlelight Records, але він не зміг підписати контракт з групою, адже Primordial надіслали запис концерту у Дубліні 1994 року до Cacophonous Records (Cradle of Filth, Bal Sagoth тощо) та підписали з ними контракт для випуску свого дебютного альбому Imrama, який можна схарактеризувати як мелодичний блек-метал.
Наступний альбом A Journey's End просунувся у мелодиці ще далі, був записаний в епічнішому стилі з використанням мандолін і свистків. Два наступних релізи, мініальбом The Burning Season і повноформатна платівка Spirit the Earth Aflame, продемонстрували майстерне поєднання ірландської фолькмузики і блек-металу. Primordial гастролювали з різними металевими гуртами в жанрі екстремального металу, включаючи норвезький блек-метал-гурт Immortal.
У 2002 році гурт випустив свій похмурий четвертий студійний альбом Storm Before Calm, але п’ятий альбом гурту The Gathering Wilderness 2005 року виявився темнішим і похмурішим за будь-який попередній реліз Primordial, його звучання нагадувало сирий ранній блек-метал Норвегії. The Gathering Wilderness  був обраний альбомом місяця в журналі Terrorizer і з'явився в багатьох топ-списках 2005 року. 
У січні 2006 року гурт відіграв свій перший концерт у США разом із Thyrfing і Moonsorrow на метал-фестивалі Heathen Crusade у Коламбія-Гайтс.
Шостий альбом гурту, To the Nameless Dead, вийшов 16 листопада 2007 року і отримав загальне схвалення за його сире звучання. У листопаді та грудні 2010 року гурт прийшов у Foel Studio в Уельсі, щоб працювати з продюсером Крісом Філдінгом над новим релізом. Альбом Redemption at the Puritan's Hand вийшов на Metal Blade 22 квітня 2011 року. У липні 2014 року Primordial анонсували свій восьмий студійний альбом під робочою назвою Where Greater Men Have Fallen. Він вийшов 24 листопада 2014 року. 18 квітня 2018 року вийшов їх дев'ятий студійний альбом Exile Amongst the Ruins.

## Склад
Поточні учасники
- Алан Ейврілл (Alan Averill "Nemtheanga") — вокал (1991-дотепер)
- Каран Макуліем (Ciáran MacUiliam) — гітара (1991-дотепер)
- Пол Макамлах (Pól MacAmlaigh) — бас-гітара (1991-дотепер)
- Шимон О'Лаохер (Simon O'Laoghaire) — ударні (1997-дотепер)
- Міхель О'Флонь (Micheál O'Floinn) — гітара (2001-дотепер)

Колишні учасники
- Фірґел Фланнері (Feargal Flannery) — гітара (1987-2001)
- Дерек Макамлах (Derek "D." MacAmlaigh) — ударні (1987-1997)

## Дискографія
Студійні альбоми
- Imrama (1995)
- A Journey's End (1998)
- Spirit the Earth Aflame (2000)
- Storm Before Calm (2002)
- The Gathering Wilderness (2005)
- To the Nameless Dead (2007)
- Redemption at the Puritan's Hand (2011)
- Where Greater Men Have Fallen (2014)
- Exile Amongst the Ruins (2018)

Міні-альбоми
- The Burning Season (1999)

Демо
- Dark Romanticism (1993)

Спліти
- Primordial / Katatonia Split 10" (1996)
- Primordial / Mael Mórdha (2006)